# 人民路街道 (郑州市)
人民路街道，是中华人民共和国河南省郑州市金水区下辖的一个乡镇级行政单位。人民路街道成立于1961年，以辖区主要干道人民路而得名。

## 行政区划
人民路街道辖区东至东明路，南至城北路，西至人民路，北到金水路，下辖以下地区：
人民路社区、工人新村社区、紫荆山路社区、东里路社区、水文局社区、顺河路第一社区、顺河路第二社区、顺河路第三社区和金紫伊苑社区。

## 公共设施
辖区内有河南省中医药大学第一附属医院、河南省中医药研究院、黄河医院等多家医疗机构。教育方面，郑州市回民中学、郑州市为民高中、黄河中学、省文化厅幼儿园等多家教育机构位于辖区内。文艺方面，则有河南歌舞演艺集团、河南省话剧院、郑州市歌舞剧院等多家文艺演出团队。